# Château de Huy
Ne doit pas être confondu avec Fort de Huy.
Le château de Huy (en wallon : li Tchestia) est un ancien château fort situé dans la ville de Huy, dans la province de Liège, en Belgique.

## Origines: le comté de Huy
C’est dans un acte de vente de 890 qu’apparaît la première mention incontestée d’un château qui, en 943, est reconnu comme le centre d’un vaste comté. L’existence de ce comté de Huy est assez brève puisque, en 985, l’impératrice Théophano, au nom de son fils, le jeune Otton III, fait donation à Notger du comté de Huy, que venait de lui céder le comte Ansfrid. À partir de ce moment, l’histoire de Huy se fond dans celle de la principauté de Liège, dont elle devient une des bonnes villes.

## Le refuge des prince-évêques (XVesiècle)
Au début du XVe siècle, Jean III de Bavière, faisant face à la révolte des Liégeois, se réfugie pour une courte période au château avant de fuir devant le ralliement de la ville de Huy aux Liégeois.
Ensuite, au cours de la Première guerre de Liège, Louis de Bourbon, neveu du duc de Bourgogne Philippe le Bon, face à la révolte des Liégeois, se réfugie au château en 1558 où il reste pendant neuf années.

## Le siège de 1595
Le 7 février 1595, les Hollandais assiègent par surprise la ville et le château de Huy, en violation de la neutralité liégeoise. Le Prince-évêque parvient à libérer la ville avec l'aide des Espagnols, en échange d'un pouvoir de désignation du commandant de la place de Huy et d'un droit de passage des troupes au besoin.

## Démolition (1717)
Le traité de la Barrière signé en 1715 entraîne la destruction du château ainsi que des remparts et portes de la ville ; la démolition du château est entamée en 1717.